# Cordà de Paterna
La cordà de Paterna es la culminación de las fiestas mayores de la localidad valenciana, que se celebra la noche del último domingo de agosto (fecha variable), festividad de San Vicente.

## Estructura de la fiesta
Se trata de una breve manifestación pirotécnica nocturna, de aproximadamente 25 minutos de duración, que tiene lugar a la 1.30 h de la madrugada del domingo al lunes, fiesta del Santísimo Cristo de la Fe. Protagonizada por la detonación de diferentes grupos de cohetes, entre los que se encuentran modalidades de coets, coetons y femelletes (divididos en madres, que se dividen en 8, y normales, que no se dividen),[cita requerida] siendo estas últimas junto a las carretillas o cohetes borrachos, los más característicos de esta celebración. Estos permanecen colgados, en cuerdas anudadas de punta a punta, a lo largo de 150 metros de la zona de fuego de la calle en la que tiene lugar, calle Mayor.  Se disparan cada año aproximadamente 70 000 cohetes con una carga de 1000 kilos de pólvora, una cantidad cinco veces mayor a la de una mascletá de Fallas en Valencia.
Este acontecimiento tiene comienzo con el toque de la corneta de lado a lado de la calle, de manera que alerta a los tiradores del inicio del espectáculo. El Coeter Major es quien comienza este ritual pirotécnico con una bengala de color verde, la cual le permite avisar de la inminente traca de pólvora que da paso al espectáculo. Pero este evento se caracteriza principalmente por la presencia de los tiradores y las tiradoras, quienes se encargan de detonar los cohetes de este pasacalles. Finalmente, se dispara una bengala roja que recorre la calle Mayor y anima a los tirados a tirar sus últimos petardos, para poner fin de esta manera al acto.

## Participación
De tal manera que el número de participantes se ha incrementado, reuniendo cada año cerca de 350 tiradores, y así también lo ha hecho, de manera progresiva, el número de tiradoras. Es por esta última razón, es decir, la presencia de las mujeres en esta fiesta que el himno oficial de la fiesta será modificado, sustituyendo la palabra homens por el término poble. 

## Vestimenta
La vestimenta protocolaria para la Cordà debe proteger el cuerpo de los posibles golpes de los cohetes; por lo tanto, debe constar de una primera capa de ropa gruesa, particularmente de algodón, y una segunda capa exterior que suele ser un mono de una o dos piezas de cuero. En la cabeza se debe llevar un casco con rejilla delantera, para que se proteja el cráneo y ojos de posibles colisiones y daños, y en los pies unas botas que evitan quemaduras con el fuego.

## Reconocimientos
La importancia y relevancia de esta fiesta es tal, debido a la consideración de esta localidad valenciana, es decir, Paterna, como la “Ciutat del Foc”. Esto se debe a su trayectoria y relación con la pólvora y pirotecnia, que se remonta al siglo XVIII. Es más, gracias a la moción presentada por el Ayuntamiento de Paterna y posteriormente aprobada por las Cortes valencianas, el municipio de la Comunidad Valenciana cuenta con su propio himno: “Foc, foc, i foc”.
Desde el año 2017, este tradicional acto valenciano vinculado a la historia de la pirotecnia y pólvora está declarado como Fiesta de Interés Turístico Nacional y Bien de Interés Cultural Inmaterial.